# Barthélemy de Laffemas
Barthélemy de Laffemas, né à Beausemblant en 1545 et mort à Paris, peut-être en 1612, est un économiste français.  

## Biographie

### Débuts
Issu de la petite noblesse protestante, pauvre, il doit travailler : il fait son apprentissage à Saint-Vallier et devient tailleur.
Il doit quitter le Dauphiné et aller en Navarre. Il rencontre Henri de Navarre, le futur Henri IV, à Agen qui le prend comme chaussetier de ses écuries, puis il devient, en 1566, tailleur-valet de chambre du roi de Navarre. Puis, en 1576, il est « marchand en l'argenterie » et chargé de la fourniture de l'argenterie du même roi. Il s'initie probablement à ce moment au commerce des étoffes de luxe, des passements d'or et d'argent. En 1579, le roi doit à son fournisseur 483 491 livres. Il dut emprunter l'argent pour ses affaires qui n'étaient payées par le roi en assignats et rentes. Dans un mémoire, il écrivit qu'il leva « la boutique d'argenterie du roy, et emprunta pour cela plus de deux cents mille escus soit à Paris, Lyon, Tours, etc., et en 1601, il ne devait plus que mille cinq cents escus, ayant tout payé, mesme les intérêts, et ayant fait ces emprunts parce qu'il voulait satisfaire à son superbe entendement qu'il pensoit avoir ». Ces rentes n'ont pas été aussi bonnes et il fut poursuivi par ses créanciers et mis en prison pour dettes. Henri de Navarre, devenu roi de France, le sortit de ce mauvais pas.
Il était aussi le fournisseur des étoffes de soie. Dans cette fonction il va s'apercevoir que les produits de luxe sont tous importés et que les achats conduisent à des sorties importantes d'or du royaume. Dès 1585, il avait réfléchi au moyen de ne plus dépendre de l'étranger. Ce passage en prison lui a probablement donné le temps d'y repenser. L’avènement du Béarnais sur le trône va le sortir de l'anonymat.

### Contrôleur général du commerce
En 1596, dans son Mémoire pour dresser les manufactures et ouvrages du royaume, il propose d’étendre les jurandes (corporations), et de développer les chambres de métiers, contrôlant les professions et formant des apprentis. Il conseille aussi de réduire les importations et de développer les manufactures royales, soutenues par l’État. Henri IV soutient en partie ce programme.
Il se qualifie, en 1598, dans le privilège d'un livre, de valet de chambre ordinaire du roi. Laffemas a beaucoup écrit pour faire partager ses idées sur le commerce et les manufactures. Au moins quinze écrits entre 1598 et 1604. Ces écrits ont peut-être été nécessaires pour recevoir les appuis nécessaires auprès d'Henri IV pour équilibrer celles de Sully, plus intéressé par l'agriculture si on en croit ce que ce dernier a écrit dans ses Mémoires.
Le 17 avril 1598, un projet d'édit sur le commerce est rédigé. Barthélemy de Laffemas, avec le concours du lieutenant civil, avait fait délibérer, de 1598 à 1600, les maîtres et gardes des métiers, les corps et communautés des marchands sur le projet d'édit qu'il avait rédigé. Ayant reçu une approbation, c'est à partir de ce texte que la commission royale va travailler.
Les lettres patentes du 13 avril et 10 juillet 1601 « commirent, départirent et ordonnèrent plusieurs conseillers du conseil d'Estat et privé, et autres grands et notables personnages, pour diligemment examiner les remonstrances et autres mémoires à nous présentés par nostre cher et bien amé Barthelemy de Laffemas ».
En exécution de ces lettres patentes, « furent faites plusieurs assemblées, esquelles, après avoir ouy les principaux et mieux entendus au faict de la marchandise et des manufactures, les advis et délibérations furent réduitz en plusieurs articles au long examinez au conseil, et jugez et approuvez comme grandement utiles et nécessaires au bien du royaume et soulagement des subjects ».
De nouvelles lettres patentes du 20 juillet 1602 ordonnent à la Commission « de s'assembler régulièrement pour vaquer à l'exécution des précédentes ordonnances, et procéser au reiglement requis par les corps et communautés des marchands, artz et mestiers, pour oster les grands désordres, abus et malversations qui se sont introduits depuis les troubles, comme pour la police des vivres et des denrées ».
Il reçoit du roi, le 15 novembre 1602, « l'estat de contrôleur général du commerce du royaume, le roy désirant recognoistre les longs services que ledit Laffemas depuis 40 ans ». Contrôleur général du commerce à partir de 1602, il prôna le mercantilisme et encouragea le développement du commerce et des manufactures, se distinguant en cela du ministre Sully, qui privilégiait l'agriculture. Il exerça une grande influence dans les domaines du travail, de l'économie et de l'organisation sociale et un rôle prépondérant dans l'histoire de la soie en Europe.
La commission clôt ses assemblées le 22 octobre 1604. Laffemas présente au roi le résumé des délibérations et qui fut connu sous le titre Recueil de ce qui se passe en assemblée du commerce.
Le projet d'économie politique d'Henri IV fondé sur la propagation des plantations et de l'industrie soyeuse suivait les conseils de Barthélémy de Laffemas. Il fut aidé par l'agronome protestant Olivier de Serres, figure ardéchoise protestante et auteur d'un célèbre mémoire sur la Cueillette de la soie et François Traucat, jardinier natif de Nîmes, qui fut à l'origine du développement intensif du mûrier dans le Midi de la France et fit planter quatre millions de mûriers en Provence et en Languedoc.
En 1602, une décision royale demande à chaque paroisse du pays de posséder une pépinière de mûriers et une magnanerie. À Paris, la manufacture des Gobelins est créée et au Bois de Boulogne une magnanerie est construite entourée de 15 000 mûriers.
C'est aussi l'époque où le premier canal de navigation fluviale est creusé, le canal de Briare, tandis que des capitaux hollandais sont mis à contribution pour assécher une partie du marais poitevin, en recourant aussi à des ingénieurs flamands réfugiés aux tout nouveaux Pays-Bas, première république protestante d'Europe.
Pour le commerce intérieur, Barthélémy de Laffemas insiste sur la remise en état et le développement des routes et des ponts, des voies navigables, la création du service de la poste aux lettres. Pour le commerce extérieur, source de richesse, il pousse au commerce de transit et d’entrepôt, au commerce avec les Échelles du Levant, au commerce colonial avec la création de grandes compagnies des Indes orientales et occidentales.
Avec la fin de la Commission royale, en 1604, la mise en œuvre des projets de manufactures va aussi s'arrêter, à l'image de celle qui devait se construire au nord de la place Royale, à Paris. En 1608, Barthélemy de Laffemas se plaint dans un traité de ce qu'on n'ait pas suivi ses conseils. Le développement des manufactures de soie s'est arrêté et la France a repris ses importations.
À sa mort, Laffemas est ruiné et son fils, Isaac de Laffemas (1583-1657), recueille l'héritage paternel sous bénéfice d'inventaire.

### Noblesse
Dans le contrat de mariage de son fils, passé le 10 novembre 1608, Barthélmy est qualifié de noble. On ne sait pas comment Barthélemy devint noble, car on ne sait si son père, Isaac, l'était. En 1598, il écrit dans le texte du privilège du roi, «Barthélemy de Laffemas dit Beausemblant, et varlet de chambre du roy». En 1601, il écrit, « natif de Beausemblant en Dauphiné », et en 1602, « sieur de Bauthor, et contrôleur général du commerce de France ». Comptant parmi les domestiques du roi, d'un superbe entendement et l'usage qu'il en fit pour l'utilité publique, ont dû attirer la confiance du roi. L'anoblissement de Barthélemy a dû être acquis en récompense de ses services.

## Publications
Ce qui étonne de Laffemas, c'est le nombre important de notices qu'il a jugé utile de faire publier pour la connaissance de ses idées sur le commerce comme moyen d'enrichissement du royaume.
- Source de plusieurs abus et monopoles qui se sont glissez et coulez sur le peuple de France, depuis trente ans ou environ, à la ruyne de l'Estat, dont il se trouve moyen par un règlement général d'empescher à l'advenir tel abus, présenté au Roy et à nosseigneurs de l'assemblée (1596)
- Reiglement général pour dresser les manufactures en ce royaume et couper le cours des draps de soye et autres marchandises qui perdent et ruynent l'État. Avec l'extraict de l'advis que MM. de l'Assemblée tenue à Rouen ont baillé à S. M., que l'entrée de toutes sortes de marchandises de soye et laines manufacturées hors ce royaume, soient deffendues en iceluy. Ensemble le moyen de faire les soyes par toute la France (1597)
- Responce à messieurs de Lyon, lesquels veulent empescher, rompre le cours des marchandises d'Italie, avec le préjudice de leurs foires, et l'abus aux changes (1598)
- Les Trésors et richesses pour mettre l'Estat en splendeur et monstrer au vray la ruine des François par le trafic et négoce des estrangers (1598)
- Advertissement et responce aux marchands et autres, où il est touché des changes, banquiers et banqueroutiers (1600)
- Advis et remonstrance à MM. les commissaires députez du Roy au faict du commerce, avec les moyens de soulager le peuple des tailles, et autre bien nécessaire pour la police de ce royaume (1600)
- L'Incrédulité ou l'ignorance de ceux qui ne veulent cognoistre le bien et repos de l'Estat et veoir renaistre la vie heureuse des François. Ce discours contient cinq petits traictez (1600). Contient : Le Cinquiesme traité du commerce parlant des procez et chiquaneries et voir l'honneur que l'on doit porter aux juges de la justice, avec la faute et la création de celle des consuls, et autres telles préjudiciables au public. Second traité : Advertissement et responce aux marchands et autres, où il est touché des changes, banquiers et banqueroutiers. Troisiesme traité : Les moyens de chasser la gueuserye, contraindre les fainéants, faire et employer les pauvres
- La Commission, édit et partie des mémoires de l'ordre et établissement du commerce général des manufactures en ce royaume, proposés par Barthélemy de Laffemas (1601)
- Les Discours d'une liberté générale et vie heureuse pour le bien du peuple (1601) Gallica
- VIIe traicté du commerce, de la vie du loyal marchand, avec la commission du Roy, et bien qu'il faict aux peuples et royaumes (1601)
- Neuf advertissements pour servir à l'utilité publicque, advenus sur le bonheur de la naissance de Mgr le Daulphin, assavoir est, d'un bon et rare ouvrier françois : faire fil d'or au tiltre de Milan ; faire croistre le ris en France ; bluter les farines par des enfants ; faire fromage à la vraye mode de Milan ; faire croistre esperges grosses de deux poulces, et longues d'un pied ; comme les estrangers possèdent la navigation de la mer et les richesses des foires ; certain advis de fabriquer toutes étoffes en France ; le désordre des monnoyes (1601)
- Remonstrance au peuple suivant les édicts et ordonnances des roys, à cause du luxe et superfluité des soyes, clinquants en habits, ruine générale (1601)
- Remonstrances politiques sur l'abus des charlatans, pipeurs et enchanteurs (1601) Texte en ligne
- Comme l'on doibt permettre la liberté du transport de l'or et de l'argent hors du royaume et par tel moyen conserver le nostre, et attirer celuy des estrangers. Avec le moyen infaillible de faire continuellement travailler les monnoyes de ce royaume, qui demeurent inutilles (1602)
- Le Tesmoignage certain du profict et revenu des soyes de France, par preuves certifiées du païs de Languedoc (1602)
- Lettres et exemples de feu la Royne mère, comme elle faisoit travailler aux manufactures, et fournissoit aux ouvriers de ses propres deniers. Avec la preuve certaine de faire les soyes en ce royaume pour la provision d'iceluy et, en peu d'années, en fournir aux estrangers (1602)
- Le Mérite du travail et labeur, dédié aux chefs de la police (1602)
- Le Plaisir de la noblesse et autres qui ont des éritages aux champs, sur la preuve certaine et profict des estauffes et soyes qui se font à Paris (1603)
- La Façon de faire et semer la graine de meuriers, les eslever en pepinieres, & les replanter aux champs : gouverner & nourrir les vers à soye au Climat de la France, plus facilement que par les memoires de tous ceux qui en ont escript (1604)
- Le Naturel et profit admirable du meurier (1604)
- La Ruine et disette d'argent, qu'ont apporté les draps de soyes en France, avec des raisons que n'ont jamais cogneu les François, pour y remédier (1608)
- Advertissement sur les divers crimes des banqueroutiers. Suivant les édits et ordonnances des rois de France (1609)
- Recueil présenté au Roy, de ce qui se passe en l'Assemblée du commerce, au Palais à Paris (1604)
- Advis sur l'usage des passements d'or et d'argent (1610)

Publication posthume
- Le Terme de Pasques sans trébuchet, en vers burlesque (1649)

Éditions modernes
- Mémoires sur le commerce, texte établi par Éric de Brissac, Paleo, Clermont-Ferrand, 2003